# 和龙铁路
和龙铁路，原称龙青线，青道线，位于吉林省延边州龙井市，起自朝开铁路龙井站，至和龙站。全长52.4公里。营业里程51.1公里。其中和龙市境内长46.9公里。

## 线路
起点站龙井标高239.1米，终点站和龙标高437·4米，线路所经山脉及河流有长白山支系沙松岭、牛心山和三道沟、海兰河。沿线农业发达，林、矿产资源丰富。
修建时路基宽5．5米；轨距1435毫米；正线最大坡度12.5‰；最小曲线半径300米；站内股道有效长300米；32公斤/米钢轨；桥梁载重，钢梁桥L一20级，混凝土拱桥、混凝土T型钣梁桥均为L一22级；采用臂板信号机，电气路牌闭塞；通信线路设4.5毫米铁线4对、2.9毫米铜线2对。
1995年末，线路长度61·3公里，其中正线51·4公里、站线8.4公里、段管线1.1公里、岔线0.4公里；全线均为43公斤/米钢轨；全线有桥梁30座、1558延长米，涵渠167座、2146延长米；牵引定数上行1500吨、下行900吨；线路允许速度由1950年的每小时50公里提高到60公里。

## 历史
1931年九一八事变后，日本为了开发掠夺该吸引区的木材、煤炭和黄金等资源，决定修建龙井至和龙间铁路。该铁路由满洲炭矿株式会社投资建设，委托南满洲铁道株式会社建设运营。
1937年5月10日，由满铁牡丹江建设事务所组成测量班开始测量，同年7月3日测完。
1938年5月，满铁牡丹江建设事务所在龙井设海兰工事区，负责全线工程监督。全线工程设两个工区，由日本包商承包。同年5月23日开工，共完成路基土石方102.6万立方米。桥梁、涵渠与路基工程同步进行，除4·28公里处桥为桩基外，其余均为扩大基础，桥墩基础采用大开挖、抽水方法施工。全线共架桥30座、1545.5米，修建涵渠165座。
1939年12月12日完成铺轨，通信、房建等工程同步完工，全线工程总投资692，5万元（伪币）。该线在修筑期间，抗日武装先后袭击筑路工地34次，击毙日本军10人，击伤7人。
1939年12月26日开办临时运营。
1940年7月，正式运营。每日开行混合列车2对，货物列车1对。
1941年，旅客乘车人数37．1万人，发送货物5L4万吨，到达货物2．8万吨。
因和龙镇当时称青道沟，该铁路最初称龙青线。1944年1月1日更名为和龙线。
本线技术标准低，施工质量差。1949年6月，开展线路“大翻身运动”，奋战3.5天，清筛了全线混砂道床，减少冻害49％。
1953年，将日制电气路牌闭塞改设苏制“特列格拉”式电气路签。
1964～1965年对通信线路进行大修。
1971年，信号设备改为64D型继电半自动闭塞。
1972年撤销臂板信号机，全部改为色灯信号机，将机械联锁改为色灯电锁器联锁。
1973～1978年，对全线进行换轨与中修，将每米32公斤轻型钢轨换为43公斤钢轨，全面清筛道床，抽换失效枕木，提高了线路质量。

## 通行能力
图定货物列车8对。区间通过能力38对。2010年上行97万吨，下行26.5万吨。
1995年，全年发送货物97·6万吨、到达16·6万吨，发送旅客68·4万人。